# 판나 코타
판나 코티(이탈리아어: panna cotta)는 설탕을 넣은 크림을 젤라틴과 함께 굳히고 모양을 만든 이탈리아의 후식이다. 이탈리아어로 '익힌 크림'이라는 뜻이다. 커피와 바닐라 등으로 크림에 향을 낼 수 있다.

## 역사
20세기 중반까지 이탈리아 요리책에 언급되지 않았으나, 피에몬테주의 전통 디저트로 자주 거론된다. 검증되지 않은 이야기에 따르면, 한 헝가리 여성이 19세기 초 랑게에서 이를 발명했다.
피에몬테주는 2001년 전통 음식 목록에 판나 코티를 포함했다.

## 준비
설탕을 따뜻한 크림에 녹인다. 크림에 럼과 바닐라 등을 추가해 맛을 낼 수 있다. 젤라틴을 차가운 물에 녹인 다음 따뜻한 크림 혼합물에 첨가한다. 이것을 틀에 부은 후 굳힌다.

## 가니시
딸기 쿨리, 캐러멜, 초콜릿 등 여러 소스를 뿌려서 먹는다.

## 관련 요리
블랑망제도 젤라틴이나 부레풀을 넣어 굳힌다. 바바루아와 커스터드도 이와 비슷하나, 보통 달걀을 넣어 굳힌다.
식감을 가볍게 하기 위해 크림을 그릭 요거트로 대체하기도 한다.

## 같이 보기
- 블랑망제